# Rudolf Urban (zápasník)
Rudolf Urban (5. května 1895, Králíky u Nového Bydžova – 26. září 1976) byl československý zápasník, dlouholetý náčelník Československého svazu těžké atletiky, mezinárodní rozhodčí ve vzpírání a zápase řecko-římském. Jako technický vedoucí Československé výpravy těžkých atletů a rozhodčí se zúčastnil olympiády 1928 v Amsterdamu.

## Sportovní kariéra
Se zápasem začínal v KA Nusle, když ho zaujaly vystavené zápasnické trofeje v řeznickém krámku na Vinohradech, kde jako sklenářský učeň cosi zasklíval. To bylo v roce 1909. Již o dva roky později obsadil na Mistrovství Čech juniorů v Roudnici 3. místo. V roce 1913 dosáhl svého největšího úspěchu, když obsadil 6. místo v řecko-římském zápase na Mistrovství světa ve Vratislavi. Byl rovněž součástí týmu, který tamtéž nastoupil k soutěži v přetahování lanem.
Naše družstvo ve složení Bína, Jeník, Schury, Kukal, Kopřiva, Balej, Ducke a R. Urban vybojovalo 4. místo.
Tato disciplína byla chápána jako součást těžké atletiky a soutěžilo se v ní například na Olympijských hrách ve Stockholmu 1912.

## Náčelník a rozhodčí
Po první světové válce jako náčelník vedl a trénoval svůj domovský KA Nusle.  Stal mezinárodním rozhodčím a to jak v zápase, tak ve vzpírání. Vedl i četné domácí rozhodcovské kurzy. Zúčastnil se jako technický vedoucí našich výprav řady mezinárodních turnajů, Mistrovství Evropy a také Olympijských her v Amsterdamu 1928. Na této olympiádě byl rovněž členem rozhodcovského sboru. Více než 12 let působil jako náčelník Československého svazu těžké atletiky.

## Obdržená ocenění
Byl také jmenován čestným členem Československého svazu těžké atletiky, Pražské těžkoatletické župy, oddílů KA Nusle, KA Smíchov, Hellas Roudnice a mnoha dalších.
V roce 1955 mu ÚV ČSTV udělil uznání 1. stupně za rozvoj československé tělovýchovy.